# 聖文森特帕卡亞
聖文森特帕卡亞（西班牙語：San Vicente Pacaya），是危地馬拉的城鎮，位於該國南部，由埃斯昆特拉省負責管轄，面積236平方公里，海拔高度1,581米，2002年人口12,678，人口密度每平方公里53.72人。
14°24′58″N 90°38′21″W / 14.4161°N 90.6392°W